# Липари (община)
Липари (на италиански: Lipari) е град и община в Италия. Намира в северната част на провинция Месина, на остров Сицилия.
Има площ от 37 km² и население от 10 763 души (2004). Градът и общината са разположени на едноименния остров Липари.